# Изер (река, впадает в Северное море)
Изе́р (на тер. Франции; фр. Yser) / Э́йзер (на тер. Бельгии; нидерл. IJzer) — река в Западной Европе.
Исток находится на севере Франции. Протекает по Франции и Бельгии. Впадает в Северное море в городе Ньивпорт.
Река Изер с зимним паводком с декабря по март включительно максимум в январе-феврале. Самый низкий уровень воды в реке летом, в период с июля по сентябрь включительно.
Длина 78 км. Площадь бассейна 1101 км².
В 1914 году, во время Первой Мировой войны, у устья реки произошла битва между Немецкими войсками и войсками Антанты. Битва на Изере в итоге стала концом череды битв, вошедших в историю как Бег к морю.